# Transcendentalisme
Transcendentalisme er en spirituel filosofi og litterær bevægelse, der opstod i det 19. århundredes USA, primært i New England-regionen. Bevægelsen var en reaktion mod rationalismen i perioden og understregede vigtigheden af intuitiv erkendelse, individualisme og forbindelsen mellem mennesket og naturen.

## Definition
Ordet "transcendentalisme" stammer fra det latinske ord "transcendere", som betyder "at stige over" eller "at gå ud over". Således refererer transcendentalisme til en filosofisk og litterær bevægelse, der stræber efter at overskride eller gå ud over det almindelige, det konventionelle eller det materielle og i stedet søge dybere åndelig indsigt og forståelse gennem intuition, individualisme og forbindelsen til naturen.

## Hovedtræk
Transcendentalismen fremhævede åndelig intuition, individualisme og forbindelsen til naturen. Transcendentalisterne troede på individets unikke vej til sandhed og selvudvikling, kritiserede traditionelle institutioner og betragtede naturen som kilde til åndelig indsigt.
Kendte transcendentalister inkluderer Ralph Waldo Emerson, Henry David Thoreau og Walt Whitman. Deres værker bidrog til at forme bevægelsen og dens indflydelse på amerikansk kultur og litteratur.